# 김석재
김석재(金錫在, 1967년~)는 대한민국의 SBS 보도본부 차장이다.

## 학력
- 연세대학교 언론홍보대학원 석사
- ~ 1993년 : 연세대학교 신문방송학과 학사

## 경력
- 1993년 : SBS 공채 3기 기자 입사
- 1994년 : SBS 보도본부 사회부 기자
- 1996년 : SBS 보도본부 경제부 기자
- 1998년 : SBS 보도본부 전국부 기자
- 2000년 : SBS 보도본부 경제부 기자
- 2002년 : SBS 보도본부 기획취재부 기자
- 2005년 : SBS 보도본부 정치부 기자
- 2007년 : SBS 보도본부 편집1부 기자
- SBS 보도본부 경제부장
- 2010년 초 ~ 2013년 초 : SBS 베이징특파원
- SBS 보도본부 사회1부 기자
- SBS 보도본부 차장
- SBS 보도본부 선임기자(부장)
- SBS 보도본부 선임기자(부국장)

## 앵커 경력
- SBS 《SBS 오 뉴스》임시진행 (2019년 2월 8일, 2022년 7월 27일 ~ 7월 29일)
- SBS 《SBS 나이트라인》앵커 (2018년 11월 15일 ~ 2019년 7월 19일, 2022년 7월 5일 ~ )
- SBS 《출발 모닝와이드》 앵커 (2008년 1월 7일 ~ 2009년 4월 24일)
- SBS 《SBS 뉴스퍼레이드》 앵커 (2007년 1월 15일 ~ 2008년 1월 4일)